# Stazione di Castel Fusano
La stazione di Castel Fusano, nota anche come Ostia Castel Fusano, è una fermata ferroviaria della ferrovia Roma-Lido nella frazione del Lido di Ostia, in zona Castel Fusano a Roma.
La stazione si trova accanto al Centro Olimpico Matteo Pellicone, centro federale della Federazione Italiana Judo Lotta Karate Arti Marziali (FIJLKAM).

## Storia
La fermata di Castel Fusano venne attivata il 30 luglio 1949, prolungando la linea che in precedenza terminava alla stazione di Stella Polare.
Dal 23 gennaio al 31 marzo 2023 la stazione è stata chiusa per lavori di ristrutturazione e ammodernamento.

## Servizi
- Biglietterie automatiche
- Servizi igienici

## Interscambi
Su viale della Stazione di Castel Fusano effettuano fermata alcune linee autobus urbane gestite da ATAC.
- Fermata linee autobus urbane